# Blaiklock-Insel
Die Blaiklock-Insel ist eine hoch aufragende, schroffe und unregelmäßig geformte Insel von etwa 14,5 km Länge, die zwischen dem Bigourdan-Fjord und dem Bourgeois-Fjord vor der Westküste des antarktischen Grahamlands liegt. Höchste Erhebung ist mit 1180 Metern der Mount Kershaw im Nordosten der Insel. Zwischen der Blaiklock-Insel und der südwestlich benachbarten, größeren Pourquoi-Pas-Insel liegt die 800 Meter breite Meerenge The Narrows, und von der Loubet-Küste des westlichen Grahamlands trennt sie der 1100 Meter breite Jones-Kanal.
Teilnehmer der British Graham Land Expedition (1934–1937) unter der Leitung des australischen Polarforschers John Rymill nahmen 1936 eine erste geodätische Vermessung der Insel vor, die allerdings fälschlich als Landspitze kartiert wurde. Erst 1949 identifizierte ihr Namensgeber, der britische Geodät Kenneth Victor Blaiklock (1927–2020) vom Falkland Islands Dependencies Survey, ihre tatsächliche Natur.
Die Schutzhütte Baiklock an der Nordküste der Insel gilt als Außenposten der 35 km weiter südlich gelegenen ehemaligen Station Marguerite Bay (Base Y) auf Horseshoe Island und gilt entsprechend als Teil der Historischen Stätte HSM-63.